# 営業費用
営業費用（えいぎょうひよう、運用費用（うんようひよう）、稼働費（かどうひ）　英：Operating_expense、OPEX）とは、設備の保守や運用なども含め、通常の業務で発生する事業費を指す。
製品を生み出す、ビジネスまたはシステムを実行する等にかかる継続的な費用/コストである。
一方で、その対応物である設備投資は、製品やシステムの非消耗部品の開発または提供のコストである。
たとえば、コピー機の購入には設備投資が含まれるが、年間に使用する紙、トナー、電力および機器メンテナンスのコストは、運用費用を表す。
企業のような大規模なシステムの場合、運用費用には労働者のコストや家賃、光熱費などの施設の費用も含まれる場合がある。

## 概要
企業の事業における営業費用は、販売や経営管理または研究開発にかかる費用とは対照的に、生産費、価格コスト等々といった日々の経常費用（支出）など、在庫をスループットに変えるために企業が費やす事業費である。
損益計算書では、「営業費用」とは、1か月または1年などの一定期間における事業の営業費用の合計である。
制約条件の理論（TOC）の原価計算の側面であるスループットアカウンティングでは、運用コストは在庫をスループットに貨幣変換するために費やされるお金であるが、TOCでは運用コストは原材料や購入したコンポーネントなど、生産量によって厳密に異なるコストに制限される。他のすべては、労働を含む固定費である（労働者が最初の日に報告するときにフルタイムの週にフルタイムで働かないという定期的かつ重大な可能性がない限り）。
不動産の文脈では、運営費には、収入を生み出す不動産の運営と維持に関連する費用が含まれる。
運営費には以下が含まれる
- 会計費用
- ライセンス料
- 除雪、ゴミの除去、清掃サービス、害虫駆除、芝生の手入れなどのメンテナンスと修理
- 広告
- 事務費
- 用品費
- 弁護士費用および法定費用
- 電話などのユーティリティ
- 保険
- レジデントマネージャーを含むプロパティマネジメント
- 固定資産税
- 旅費および交通費、車両費

旅費は、専門的な目的で旅行が必要になった場合に発生する費用として定義される。
この目的のために、「旅行」とは、居住地と通常の雇用場所からの同時欠勤と定義される。それは専門家または会社の目的によって促され、旅行者の私生活に関係しないか、またはそれを少し関係する可能性がある。旅費には、旅費と運賃、宿泊費、およびいわゆる食事の追加費用が含まれる。
- リースの手数料
- 給与と賃金